# Ange (film, 2025)
Pour les articles homonymes, voir Ange (film).
Pour plus de détails, voir Fiche technique et Distribution.
Ange est un film dramatique musical français réalisé par Tony Gatlif et sorti en 2025.
Le film est présenté au cinéma de la plage au Festival de Cannes 2025.

## Fiche technique
- Titre français : Ange
- Réalisation : Tony Gatlif
- Scénario : Valentin Dahmani, Tony Gatlif, Patricia Mortagne
- Photographie : Lazare Pedron
- Montage : Cesar Simonot
- Musique : Carpotxa, Mazulu
- Décors : Philippe Kara-Mohamed
- Production : Tony Gatlif, Arthur H, Delphine Mantoulet, Fiona Monbet
- Sociétés de production : Princes Production, Pastorale Productions
- Société de distribution : Les Films du Losange
- Format : couleur
- Pays de production :  France[2]
- Langue originale : français
- Genre : drame musical
- Durée : 97 minutes
- Dates de sortie :
  - France : 22 mai 2025 (Festival de Cannes 2025)[1] ; 25 juin 2025 (sortie nationale)

## Distribution
- Arthur H : Ange
- Suzanne Aubert : Solea
- Maria de Medeiros : Georgina
- Mathieu Amalric : Marco
- Christine Citti : Margareth
- Dominique Collignon-Maurin : Pepe